# Stanley Doust

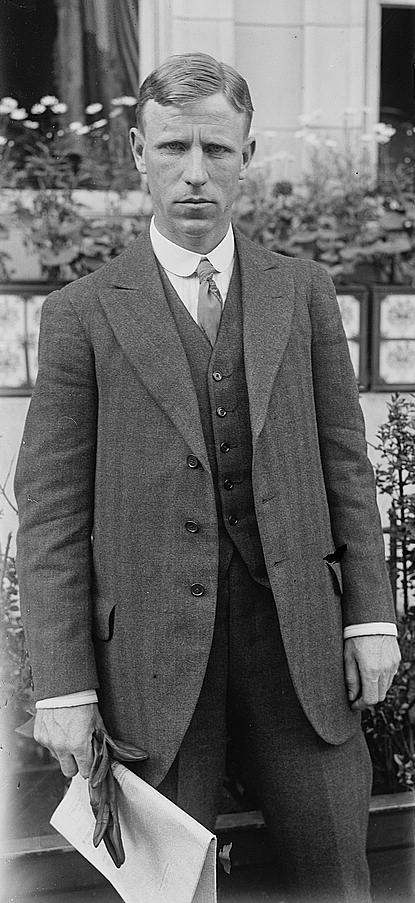
Stanley Norwood Doust

Stanley Norwood Doust (* 29. März 1879 in Sydney; † 13. Dezember 1961 in London)  war ein australischer Tennisspieler.

## Leben
Doust wurde 1879 in Sydney im Stadtteil Newtown als einziger Sohn von Isaac Doust und seiner Frau Lucy Ellen geboren. 1903 heiratete er Dorothy Mary Storer.
Ab 1907 nahm Doust an den Wimbledon Championships teil. 1910 gewann er dort an der Seite von Dorothea Douglass-Chamber den (inoffiziellen) Mixed-Wettbewerb. 1913 erreichte er das Finale des All-Comers-Wettbewerbs, unterlag dort allerdings dem US-Amerikaner Maurice McLoughlin. Im selben Jahr gewann er mit der australischen Mannschaft den Davis Cup.
Nach dem Ersten Weltkrieg nahm er noch bis in die 1920er Jahre hinein an Turnieren teil. Er starb 1961 in London.